# Alauda gulgula
La alondra oriental o alondra india (Alauda gulgula) es una especie de ave paseriforme de la familia Alaudidae nativa del subcontinente indio y el Sudeste Asiático. Al igual que otras alondras, habita en pastizales abiertos –a menudo cerca de cuerpos de agua– donde se alimenta de semillas e insectos.

## Subespecies
Se reconocen varias subespecies:
- Alauda gulgula australis W. E. Brooks, 1873
- Alauda gulgula coelivox Swinhoe, 1859
- Alauda gulgula dharmakumarsinhjii Abdulali, 1976
- Alauda gulgula gulgula Franklin, 1831
- Alauda gulgula herberti Hartert, 1923
- Alauda gulgula inconspicua Severtzov, 1873
- Alauda gulgula inopinata Bianchi, 1904
- Alauda gulgula lhamarum Meinertzhagen & A. Meinertzhagen, 1926
- Alauda gulgula sala Swinhoe, 1870
- Alauda gulgula vernayi Mayr, 1941
- Alauda gulgula wattersi Swinhoe, 1871
- Alauda gulgula weigoldi Hartert, 1922
- Alauda gulgula wolfei Hachisuka, 1930